# España sagrada
España sagrada. Teatro geográfico-histórico de la Iglesia de España est une œuvre de l'histoire ecclésiastique espagnole, d'une très grande importance par la somme de documents, notices, illustrations et histoires de tout genre qu'elle rassemble. Elle a été conçue et en grande partie réalisée par le frère augustin espagnol Enrique Flórez au XVIIIe siècle.
Ce travail monumental est remarquable par la critique serrée et objective, employée dans le traitement des questions de géographie et de chronologie, de l'authenticité des sources et des faits historiques. Cette œuvre est un excellent exemple de ce qu'a produit le Siècle des Lumières en Espagne. Encore aujourd'hui l'España sagrada continue d'être une véritable encyclopédie d'histoire ecclésiastique de l'Espagne et une œuvre classique de l'historiographie espagnole.
L'origine de l'idée de publication de l'œuvre monumentale du Padre Flórez doit probablement être cherchée dans d'autres publications qui étaient diffusées en Europe sur l'histoire de l'Église: elle s'inspire clairement de la Gallia christiana in provincias ecclesiasticas distributa; qua series et historia archiepiscoporum, episcoporum et abbatum Franciae vicinarumque ditionum ab origine Ecclesiarum ad nostra tempora deducitur et probatur ex authenticis instrumentis ad calcem appositis... (Paris, 1715–1785, 13 volumes) de Denis de Sainte-Marthe et de la Italia sacra (Venise, 1717–1722, 10 vols.) de Ferdinando Ughelli, deux des plus ambitieuses entreprises historiographiques de leur temps, ainsi que des Acta Sanctorum en Belgique.

## Histoire de la publication
En 1747 a été publié le tome premier de l'ouvrage. Le père Flórez a préparé les vingt-huit tomes suivantes, aidé à partir de 1749 par Francisco Méndez (1725–1803) qui est devenu son collaborateur. Après la publication des cinq premiers tomes, le roi Ferdinand VI a pris en 1750 sous sa protection royale cette œuvre gigantesque.
À la mort de Flórez (1773), l'Ordre des Augustins a continué la publication et a chargé Manuel Risco (1735–1801) de l'édition des deux tomes (XXVIII–XXIX) préparés par Flórez, et lui a demandé de poursuivre le travail de recherche jusqu'au tome XLII. Un nouvel élan a été donné par Antolín Merino (1745–1830) et, après la Guerre d'indépendance, il a publié les tomes XLIII et XLIV, aidé par le P. La Canal. Ce dernier, déjà âgé et nommé Directeur de la Real Academia de la Historia, a réussi à prolonger l'œuvre jusqu'au tome XLVII.
Enfin, Pedro Sainz de Baranda, Vicente de la Fuente (es), Carlos Ramón Fort (es), Eduardo Jusué (es) et, à nouveau, un autre augustin, Ángel Custodio Vega (es), ont préparé et publié les derniers tomes de l'España sagrada, jusqu'au tome LVI.
L'Editorial Agustiniana a publié une nouvelle édition complète de l'España sagrada (2000–2012), avec une mise-à-jour orthographique et une modernisation des graphies, tâches réalisées par Rafael Lazcano (es).
L'éditeur Órbigo propose depuis 2007 les cinquante-deux premiers tomes suivant le plan suivant:
- Tome 1, «Clave geográfica y geografía eclesiástica de los Patriarcados», formé de deux parties: la première, sur l'utilité de la géographie; la seconde, sur la géographie ecclésiastique. Appendice: document sur l'histoire de l'Empire romain au temps de Flavius Arcadius et Flavius Honorius.  (ISBN 978-8-486-89886-1), 293 p. (Gallica et Google books)
- Tome 2, «Cronología de la historia antigua de estos reinos aplicada a concilios y reyes»). Il a deux parties: 1er «Démonstration chronologique de l'Ère d'Espagne»; 2e Chronologie de l'Histoire d'Espagne. Trois appendices.  (ISBN 8-496-54136-3), 296 p. (archive.org)
- Tome 3, «Predicación de los apóstoles en España»). Il contient un développement historico-chronologique sur la messe antique en Espagne, les conciles et les événements, et une chronologie du contenu historique du livre. Nouveaux appendices.  (ISBN 9788493408145), 514 p. (Gallica et Google books)
- Tome 4, «Origen y progresos de los obispados»). Quatre appendices: «Epístola de S. Cipriano», «Epístola de Inocencio III al arzobispo de Santiago», «Cronicón de Idacio» et «Olimpiadas vulgares, con tablas cronológicas».  (ISBN 978-8-493-40816-9), 610 p. (Google books)
- Tome 5, «Provincia Cartaginense» en particulier, avec ses limites et régions dans son état antique avec l'Église de Tolède.  (ISBN 978-8-493-36869-2), 603 p. (Gallica, Università di Alicante et archive.org)
- Tome 6, «Las Iglesias de Toledo». Dix appendices recueillent divers documents comme le système de Ptolémée concernant la Carthaginoise; un catalogue des anciens prélats de Tolède; «Tratado de los varones ilustres», ou la réponse à l'œuvre de Mamachi Orígenes y antigüedades cristianas (Rome, 1750); parmi les appendices de documents, on peut citer: Cronicón de Jean de Biclar; Cronicón d'Isidore de Séville.  (ISBN 978-8-493-38750-1), 659 p. (Gallica et Università di Alicante)
- Tome 7, «Iglesias sufragáneas antiguas de Toledo» avec divers appendices parmi lesquels «La vida de San Fandila». «San Justo y San Pastor, Privilegium Deniae et Majorcarum ou les Lettres inédites du roi Sisebut».  (ISBN 978-8-493-36869-2), 354 p. (Università di Alicante e archive.org)
- Tome 8, «Iglesias sufragáneas antiguas de Toledo: Palencia, Sétabis, Segovia, Segóbriga, Segoncia, Valence, Valeria». Sont ajoutés deux appendices: vie et martyre de Saint Vincent de Saragosse et le Cronicón de Isidoro Pacense.  (ISBN 978-8-493-38755-6), 402 p. (Gallica et Università di Alicante)
- Tome 9, «Provincia antigua de la Bética». Dans les neuf appendices finaux, on trouve les tables de Ptolémée sur la Bétique (avec une carte) et des documents sur la vie et le martyre de saints et vierges du diocèse sévillan.  (ISBN 978-8-493-40817-6), 462 p. (Gallica e Google books)
- Tome 10, «Iglesias sufragáneas antiguas de Sevilla». Parmi les neuf appendices, on trouve des documents sur l'église d'Écija (I), Anales bertinianos (VIII) et la partie concernant l'Espagne de la Historia eclesiástica d'Orderic Vital (IX).  (ISBN 8-496-54135-5), 636 p. (Gallica et archive.org)
- Tome 11, «Vida y escritos inéditos de algunos varones cordobeses del siglo XI»: de Álvaro de Córdoba et Abad Simón; vie du prêtre Leovigildo; et épigrammes de l'archiprêtre Ciprián.  (ISBN 978-8-493-40813-8), 532 p. (Gallica e Google books)
- Tome 12, «Iglesias sufragáneas antiguas de Sevilla». Appendices: I. Lettre de Saint Eusèbe de Verceil à San Grégoire d'Elvire; II. Actes de San Leovigildo martyr et de San Rogelio.  (ISBN 978-8-493-40812-1), 444 p. (Google books)
- Tome 13, «La Lusitania antigua y su metrópoli Mérida». Sept appendices, dont: tables de Ptolomée sur la Lusitanie; diverses lettres; Crónica albeldense; Cronicón de l'évêque Sebastián de Salamanca.  (ISBN 978-8-493-38753-2), 499 p. (Gallica, Google books et archive.org)
- Tome 14, «Iglesias de Ávila, Caliabria (es), Coria, Coímbra y otras». Parmi les quatorze appendices, on trouve: Cronicón Lusitanum, Cronicón de Sampiro (es) et Cronicón de Pelayo, obispo de Oviedo.  (ISBN 978-8-493-42889-1), 512 p. (Gallica et Google books)
- Tome 15, «La antigua Galicia y su metrópoli Braga». Cinq appendices qui contiennent les tables de Ptolémée de l'antique Galice et le premier Concile de Braga.  (ISBN 978-8-495-74542-2), 512 p.(Gallica e archive.org)
- Tome 16, «La Iglesia de Astorga». Quatre appendices concernant Thuribe d'Astorga, les œuvres de San Valerio (es), la vie de Saint Domingo Solitario et les textes d'Astorga.  (ISBN 978-8-495-74543-9), 519 p. (Google books)
- Tome 17, «La iglesia de Orense». Parmi les cinq appendices on trouve le Cronicón du moine de Silos.  (ISBN 978-8-495-74547-7), 332 p. (Gallica)
- Tome 18, «Las Iglesias Britoniense y Dumiense (Mondoñedo)». Trois appendices qui recueillent des textes inédits et la vie de San Rosendo.  (ISBN 978-8-495-74547-7), 419 p. (Google books et Gallica)
- Tome 19, «Estado antiguo de la Iglesia Iriense y Compostelana».  (ISBN 8-493-44940-7), 427 p. (Gallica et Google books).  (ISBN 978-8-495-74550-7)
- Tome 20, «Historia compostelana (es)».  (ISBN 978-8-495-74551-4), 624 p. (Gallica)
- Tome 21, «La iglesia de Porto» de la antigua Galicia, desde sus comienzos hasta el momento en que se redacta la obra. Sept appendices de documents et la Crónica latina du roi Alphonse VIII.  (ISBN 978-8-495-74555-2), 427 p. (Gallica et Google books)
- Tome 22, «La iglesia de Tuy», desde su origen hasta el siglo XVI. Appendices: vingt documents inédits concernant les sujets traités.  (ISBN 978-8-495-74556-9), 355 p. (Google books)
- Tome 23, «La iglesia de Tuy». Cinq appendices, diverses chroniques anciennes et le Cronicón de Monastère de San Pedro de Cardeña et Anales toledanos (I à III).  (ISBN 978-8-495-74566-8), 444 p. (Google books et Gallica)
- Tome 24 comprend deux parties. La première, «La Cantabria»,  (ISBN 8-493-42882-5), 229 p. (Google books) - La seconde, «Antigüedades tarraconenses». Appendice avec la carte de Ptolomée de la antique province tarragonaise.  (ISBN 978-8-495-74565-1), 382 p. (Gallica)
- Tome 25, «Memorias eclesiásticas de la iglesia de Tarragona», qui contient dix chapitres sur les débuts du christianisme, les anciens prélats, la destruction de Tarragone par les arabes, récit de saints, &c. 20 appendices.  (ISBN 978-8-495-74570-5), 245 p. (Gallica)
- Tome 26, «Las iglesias de Auca, Valpuesta (es) y Burgos». Dix-huit appendices sur les églises de Auca et Burgos.  (ISBN 978-8-495-74571-2), 515 p.(Gallica et Google books)
- Tome 27, «Diócesis y ciudad de Burgos»: monastères principaux, couvents de religieuses, paroisses anciennes de Burgos, et saints du diocèse.  (ISBN 978-8-495-74574-3), 478 p. (Gallica et archive.org)
- Tome 28, «La Iglesia Ausonense», est une œuvre posthume. Vingt-quatre appendices avec des textes issus de l'ouvrage «Marca Hispánica» de l'archevêque de Paris Pierre de Marca.  (ISBN 978-8-495-74575-0), 383 p. (Gallica)
- Tome 29, «La Iglesia de Barcelona», œuvre posthume et ultime de Flórez. Vingt-huit appendices: lettres, hagiographies, bulles.  (ISBN 8-493-42886-8), 542 p. (Gallica)
- Tome 30, «Estado antiguo de la iglesia de Zaragoza», avec des documents inédits et une collection de lettres de Saint Braule; et d'autres écrits à ce même saint por los sujetos más célèbres de son temps, inédites.  (ISBN 8-493-42888-4), 464 p. (Gallica et Google books)
- Tome 31, «Memorias de los Varones ilustres zaragozanos» (cesaraugustanos) des premiers siècles; mémoires particuliers des églises, mozarabes, lettrés et rois de Saragosse; préface à la «Colección de sentencias» de l'évêque Samuel Tajón (es).  (ISBN 978-8-495-74583-5), 576 p. (Google books)
- Tome 32, «Vasconia antigua», peuplement antérieur aux carthaginois et romains; situation de la Vasconie antique; nom des gascons, coutumes et histoire de Vasconia depuis les carthaginois hasta los árabes. Antécédents de Navarre, établissement du royaume et lignage de ses rois.  (ISBN 8-493-44941-5), 470 p. (Gallica et archive.org)
- Tome 33, «antigüedades civiles y eclesiásticas de Calahorra y las memorias concernientes a los Obispados de Nájera y Álava».  (ISBN 8-496-54123-1), 517 p. (archive.org et Google books)
- Tome 34, «Iglesia antigua de León»; dix-sept chapitres sur: mémoire sur les habitants de Lancia; origine de la cité de León; antiquité de son Église; liste des évêques et saints de León.  (ISBN 978-8-495-74586-6), 492 p. (Gallica)
- Tome 35, «Memorias de la iglesia de León» (siglos XI–XIII), fondées sur des écrits et documents originaux inconnus jusqu'à présent.  (ISBN 8-493-36861-X), 468 p. (Biblioteca digitale di Castiglia e León)
- Tome 36, « Iglesia de León » (siglos XIV–XVIII), avec un riche appendice concernant les conciles, écrits et autres documents pour l'histoire particulière de la cité de León et de son Église.  (ISBN 8-493-36862-8), 484 p. (Gallica et Google books)
- Tome 37, « Antigüedades civiles y eclesiásticas de los astures transmontanos hasta el siglo X ». Histoire du Royaume des Asturies jusqu'aux arabes (liste des rois, évêques, conciles ; discours sur les reliques de l'église d'Oviedo. 367 p. (Gallica)
- Tome 38, «Memorias de la Iglesia de Oviedo» (siglos X–XIV); concile tenu à Oviedo durant le règne de Alfonso el Grande.  (ISBN 8-493-36864-4), 386 p. (Gallica et Google books)
- Tome 39, «Historia de la fundación del Principado de Asturias», como Dignidad y mayorazgo de los primogénitos de los Reyes de España y herederos de estos Reinos.  (ISBN 8-493-36865-2), 350 p. (Gallica)
- Tome 40, «Antigüedades de la ciudad y Sta. Iglesia de Lugo»; mémoire des monastères de San Julián de Samos et San Vicente de Monforte; examen critique des Conciles Lucenses; notes inédites du codex des Conciles.  (ISBN 8-496-54128-2), 450 p. (Gallica)
- Tome 41, «Santa Iglesia de Lugo», continuation de son histoire du XIIe siècle jusqu'à la fin du XVIIIe. Documents inédits en relación avec les questions traitées.  (ISBN 84-96541-37-1), 464 p. (Gallica)
- Tome 42, «Antigüedades civiles y eclesiásticas de las ciudades de Tortosa, Egara y Ampurias», avec les documents concernant les questions traitées.  (ISBN 84-934494-2-3), 381 p. (Gallica)
- Tome 43, «Santa Iglesia de Gerona» en su estado antiguo.  (ISBN 8-493-44943-1), 578 p. (Gallica et Università di Alicante)
- Tome 44, «Santa Iglesia de Gerona» en su estado moderno.  (ISBN 8-493-44944-X), 436 p. (Gallica et archive.org)
- Tome 45, «Santa Iglesia de Gerona», collégiales, monastères et couvents de la cité.  (ISBN 8-493-44945-8), 422 p. (Gallica et archive.org)
- Tome 46, «Santas Iglesias de Lérida, Roda y Barbastro» en su estado antiguo.  (ISBN 8-493-44946-6), 382 p. (Gallica)
- Tome 47, «Santa Iglesia de Lérida» en su estado moderno.  (ISBN 8-496-54162-2), 406 p. (archive.org)
- Tome 48, «Santa Iglesia de Barbastro» en sus estados antiguo y moderno. 380 p. (Gallica)
- Tome 49, «Santa Iglesia de Tarazona» en sus estados antiguo y moderno.  (ISBN 8-493-44948-2), 537 p. (Gallica et archive.org)
- Tome 50, «Santas Iglesias de Tarazona y Tudela» en sus estados antiguo y moderno.  (ISBN 8-493-44949-0), 541 p. (Google books et Gallica)
- Tome 51, «Obispos españoles titulares de iglesias in partibus infidelium» ou auxiliaires en Espagne.  (ISBN 8-496-54163-0), 424 p. (Gallica, Università di Alicante et archive.org)

Volumes non republiés :
- Tome 52. Tablas abreviadas para la reducción del cómputo árabe y del hebraico al cristiano y viceversa.
- Tomes 53 Y 54. Iglesia apostólica de Ilíberri (Granada) (un vol.). (Universidad de Alicante)
- Tome 55. Iglesia apostólica de Eliberri (Granada). (Universidad de Alicante)
- Tome 56. Iglesia apostólica de Eliberri (Granada). (Universidad de Alicante)
- Index. (archive.org).